# Les Dirouilles

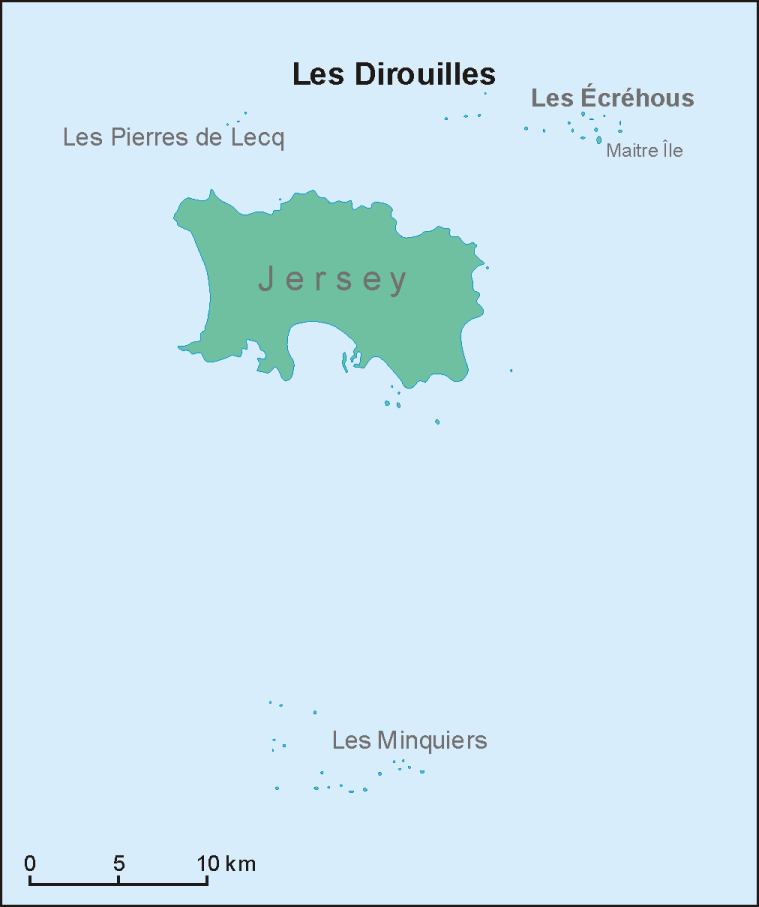
Mapa de localização de Les Dirouilles

Les Dirouilles (Jèrriais: Les Dithouïl'yes) são um conjunto de rochas a nordeste de Jersey.
Esse conjunto possui grande quantidade de nomes individuais, coletivamente conhecidos como Les Pierres (as pedras). As rochas são um sítio Ramsar, que cataloga unidades de conservação em áreas úmidas O conjunto foi designado com o número de referência 1455 em 2 de fevereiro de 2005.

## Ligação externa
- Lista de topônimos de Les Dithouïl'yes (em inglês)